# 輕小說的快樂寫作法
《輕小說的快樂寫作法》（ライトノベルの楽しい書き方）是本田透撰寫、桐野霞插畫的輕小說作品，由SB創意旗下的GA文庫出版，簡稱。作品名聽起來很像輕小說寫作教學，實際上是純粹的戀愛喜劇。第四集的書腰上已有預告電影化的消息。

## 作品簡介
主角與八雲在因緣際會之下得知，同班同學兼學園第一美少女流鏑馬劍實際上是新人輕小說作家。接著，擔任責任編輯的表姊便命令他協助剛出道就陷入瓶頸的劍……

## 登場角色
與 八雲
本作主角。私立南堂學園一年級學生。雖處於青春期的16歲，對戀愛幾乎沒有興趣，只認為戀愛是麻煩的事情，從來沒談過戀愛。一開始只認為流鏑馬劍是「美麗的生物」而沒有特別的戀愛感情，卻在協助劍寫作時嘗試交往後漸漸改變。喜歡大型海產，認為水母等軟體動物非常可愛。八雲宣稱「宇宙和深海是男人的浪漫」，但並不是實際喜歡沒有生命的宇宙，而是要強調對深海的強烈喜好。夢想是成為海洋生物學博士，不過只有模糊的形象而沒有清楚的願景。儘管無脊椎動物理論上沒有痛覺，八雲依然不忍心加以解剖或做成標本。實際上八雲更想要的是守護海中的各種生命。
流鏑馬 劍
本作主角。私立南堂學園一年級學生，八雲的同班同學。外表迷人，身材出色，擅長各種運動。身高比中等身材的八雲還高。在格鬥技方面有非凡才能，小時候就曾經戰勝熊。但本人憧憬的是可愛的女生，對擅長格鬥的自己抱持著自卑感。中學時以姬宮美櫻為筆名所寫的作品得到了新人獎而出道。具有一定程度的文才，卻有「無法寫出自己沒經驗過的事」的弱點，常常陷入瓶頸。此外，父親十分嚴格，要是被父親知道女兒在寫輕小說的話一定不會原諒她。所以劍是輕小說作家的事對外界保密，也未曾在公開場合露臉。
市古 優奈
就讀私立南堂學園一年級，八雲隔壁班的女生。根據石切清麿的調查顯示，在學園內的萌部門排名第一。實際上是筆名為「PONPON」的插畫家，替劍的小說畫出可愛的插畫。個性膽小、笨拙，口頭禪為「啊哇哇…」。容易被別人牽著走，外表柔弱，但有時也會對某些事情毫不退讓。遇到鯊魚時雖然很狼狽，依然能做出冷靜判斷，還代替劍出去面對支持者，遇到逆境反而能夠展現出堅強的一面。外表和性格幾乎就是劍心目中的理想女性，劍常拿來和自己比較而陷入憂鬱狀態。
與 心夏
八雲的表姐。在放談社工作，擔任劍的責任編輯。暱稱為、，生氣時的口頭禪為「嘎嗚」。已經成年，外表看起來像中學生，實際上卻是個有能力的編輯。對寫不出作品的劍提出「和自己的表弟八雲交往看看如何？」的建議是整個故事的開端。興趣是閱讀手機小說。經常出現在八雲家的咖哩店「與家」。
與 小百合
八雲的妹妹。就讀中學二年級，個性和哥哥相反，十分活潑。平時在「與家」擔任服務生。喜歡「與家」充滿家庭料理風格的咖哩，要求母親真奈美不要改變家中咖哩的味道。個性晚熟，對戀愛沒有興趣，卻對八雲和劍交往感到不滿，常和劍吵架。
與 真奈美
八雲和小百合的母親。經營咖哩店「與家」，靠著自己將八雲和小百合養大。個性溫吞，不管在「與家」發生什麼問題都能笑著帶過。儘管優奈相當笨拙，卻還能毫不在意的繼續雇用，十分有氣度。
石切 清麿
八雲的同學。隸屬動畫研究會。喜好十分廣泛，從戰略模擬遊戲到研究校內女孩子都有。有時會和喜歡海洋生物的八雲對不上話，但關係還是很好。
流鏑馬 半次郎
劍的父親。有格鬥家的經歷，職業是企業家，目前在海外工作。非常嚴格的要求劍。到第二集為止只出現過名字。

## 出版書籍
| 出版順序 | 標題 | 中譯                  | 發行日期（日） | ISBN（日）             | 發行日期（台灣） | ISBN（台灣）           |
| -------- | ---- | --------------------- | -------------- | ---------------------- | ---------------- | ---------------------- |
| 1        |      | 輕小說的快樂寫作法 01 | 2008年2月15日  | ISBN 978-4-7973-4555-1 | 2009年10月9日    | ISBN 978-957-10-4147-6 |
| 2        |      | 輕小說的快樂寫作法 02 | 2008年5月15日  | ISBN 978-4-7973-4850-7 | 2010年4月12日    | ISBN 978-957-10-4272-5 |
| 3        |      | 輕小說的快樂寫作法 03 | 2009年2月15日  | ISBN 978-4-7973-4973-3 | 2011年3月16日    | ISBN 978-957-10-4436-1 |
| 4        |      | 輕小說的快樂寫作法 04 | 2009年9月15日  | ISBN 978-4-7973-5592-5 | 2012年1月17日    | ISBN 978-957-10-4750-8 |
| 5        |      | 輕小說的快樂寫作法 05 | 2010年1月15日  | ISBN 978-4-7973-5745-5 | 2013年1月29日    | ISBN 978-957-10-5131-4 |
| 6        |      |                       | 2010年6月15日  | ISBN 978-4-7973-5971-8 |                  |                        |
| 7        |      |                       | 2010年11月15日 | ISBN 978-4-7973-6160-5 |                  |                        |
| 8        |      |                       | 2011年3月15日  | ISBN 978-4-7973-6303-6 |                  |                        |
| 9        |      |                       | 2011年8月12日  | ISBN 978-4-7973-6573-3 |                  |                        |
| 10       |      |                       | 2012年1月16日  | ISBN 978-4-7973-6786-7 |                  |                        |

## 電影
在2010年12月4日劇場公開，由Berryz工房的須藤茉麻主演的愛情喜劇電影。監督大森研一是第一次的商業長篇電影。

### 演員
- 流鏑馬剣 - 須藤茉麻
- 与八雲 - 佐藤永典
- 市古優奈 - 竹達彩奈
- 与心夏 - 能登有沙
- 与真奈美 - 國府田麻理子
- 石切清麿 - 鈴木擴樹
- 与小百合 - 五十嵐令子

### 工作人員
- 原作 - 本田透
- 監督 - 大森研一
- 腳本 - 高橋龍也
- 企劃 - 中野隆治
- 行政製片人 - 松橋祥司、浅見敬
- 首席製作人 - 加藤智行
- 製片人 - 影山二郎、浅生亮平
- 撮影監督 - 吉村大樹
- VE - 上池惟孝
- 美術装飾 - 藤井悦男
- 編集 - 大森研一
- 副監督 - 田口桂
- 制作担当 - 村瀬正憲
- 音樂監督 - 中村太一朗
- 制作公司 - 右脳事件
- 製作 - ブロスタTV
- 配給・宣伝 - アートポート

### 主題曲
- 武川アイ（J-more）『Dreamer』

## 外部連結
- http://ya.sakura.ne.jp/~otsukimi/index.html （页面存档备份，存于） - 作者個人網站
- - 插画师個人網站
- http://ranobe.jp/index.html[ ] （页面存档备份，存于） - 電影官網